# Dějiny náboženství
Dějiny náboženství (Religiongeschichteschule, History of religions), též historie náboženství se snaží zachytit náboženský svět ve všech jeho různorodých projevech v časoprostoru. Shromažďuje informace o jednotlivých formách náboženství – proniká jak do minulosti, tak se snaží z dějinného hlediska uchopit utvářející se formy náboženství. Vědeckým studiem náboženství se zabývá religionistika, dějinami náboženství pak tzv. historická religionistika.

## Vznik výzkumu dějin náboženství
Vědecký výzkum dějin náboženství vznikl v 19. století v době rozmachu humanitních věd, u jeho zrodu stál mimo jiné Albert Eichhorn. Všeobecný zájem o dějiny se promítl i do zájmu o dějiny mimokřesťanských náboženství. Významným momentem byla změna anglického názvu History of Religion na History of Religions. Zájem badatelů se brzy obrátil na studium pramenných textů jednotlivých náboženství a snahu vykonstruovat ve své době populární hypotézu o vzniku náboženství.

## Počátky náboženství
Některé artefakty z paleolitu lze duchovně interpretovat. Hlavní rozvoj náboženství přináší až neolitická revoluce a vznikající teokracie. Polyteismus později převažuje monoteismus.

## Dějiny některých náboženství
- Dějiny buddhismu
- Dějiny křesťanství
- Dějiny islámu